# Pastel (langage)
Pour les articles homonymes, voir Pastel (homonymie).
Pastel est un dialecte du langage de programmation Pascal et un compilateur développé au laboratoire national de Lawrence Livermore.

## Pastel et le projet GNU
Le compilateur GCC fut initialement écrit avec le langage de programmation Pastel avant d'être entièrement réécrit en C.